# (20288) Nachbaur
(20288) Nachbaur (1998 FR62) – planetoida z pasa głównego asteroid okrążająca Słońce w ciągu 3,69 lat w średniej odległości 2,39 j.a. Odkryta 20 marca 1998 roku.